# Recopa Sul-Americana de 1998
A Recopa Sul-Americana de 1998 foi a nona edição do torneio, disputada em dois jogos de ida e volta, entre  Cruzeiro, vencedor da Copa Libertadores da América de 1997, e River Plate, vencedor da Supercopa Libertadores de 1997. Por desacerto de datas, as partidas da Recopa de 1998, que originalmente haviam sido marcadas para abril do mesmo ano, só foram disputadas em 1999, válidas também pela primeira fase da Copa Mercosul. O Cruzeiro sagrou-se campeão.
O River Plate atuou na primeira partida com seus jogadores considerados reservas, fato que se repetiu também na segunda partida, pelo fato da equipe priorizar o Campeonato Argentino. Após a derrota por 3 a 0, os argentinos apagaram as luzes do estádio, ligaram o sistema de irrigação do gramado e só permitiram a entrega do troféu de campeão aos brasileiros no vestiário, impedindo a "volta olímpica".
Foi a terceira vez que o Cruzeiro jogou uma partida da Conmebol também válida por outra competição: a primeira foi em 1993, também pela Recopa Sul-Americana, quando a ida era uma rodada do Campeonato Brasileiro; e a segunda, em 1995, quando os dois jogos da Copa Ouro valeram pelas quartas da Supercopa Libertadores.
Após este ano, com o fim da Supercopa Libertadores, a Recopa só voltaria a ser disputada em 2003, entre os campeões da Libertadores e da Copa Sul-Americana do ano anterior.

## Participantes
| Clube       | Cidade         | Classificação                                   | Participação |
| ----------- | -------------- | ----------------------------------------------- | ------------ |
| Cruzeiro    | Belo Horizonte | Campeão da Copa Libertadores da América de 1997 | 3ª           |
| River Plate | Buenos Aires   | Campeão da Supercopa Libertadores 1997          | 2ª           |

## Partidas

### Jogo de ida
| 3 de agosto de 1999 | Cruzeiro                  | 2 – 0     | River Plate | Mineirão, Belo Horizonte (MG)                                                          |
|                     | Müller 12' · Geovanni 88' | Relatório |             | Público: 7,103 Árbitro: Jose Luís da Rosa Auxiliares: Saúl Feldmann e William Martínez |

| Cruzeiro | River Plate |

| CRUZEIRO:     |    |                   |                                   |     |
|               |    |                   |                                   |     |
| G             | 1  | André             |                                   |     |
| LD            | 19 | Donizete Amorim   |                                   |     |
| Z             | 3  | Marcelo Djian     |                                   |     |
| Z             | 13 | Márcio            |                                   |     |
| LE            | 17 | Tércio            |                                   |     |
| V             | 5  | Donizete Oliveira | 85'                               |     |
| V             | 20 | Ricardinho        |                                   |     |
| M             | 10 | Valdo             | Penalizado · Penalizado · Expulso |     |
| A             | 7  | Müller            |                                   |     |
| A             | 11 | Alex Alves        |                                   | 64' |
| A             | 9  | Marcelo Ramos     |                                   | 68' |
| Substituição: |    |                   |                                   |     |
| M             | 18 | Paulo Isidoro     |                                   | 64' |
| M             | 16 | Geovanni          |                                   | 68' |
| Treinador:    |    |                   |                                   |     |
| Levir Culpi   |    |                   |                                   |     |

| RIVER PLATE:     |    |          |     |      |
|                  |    |          |     |      |
| G                | 1  | Bonano   |     |      |
| LD               | 19 | Ramos    |     |      |
| Z                | 2  | Trotta   |     |      |
| Z                | 6  | Sarabia  |     |      |
| LE               | 3  | Placente |     |      |
| V                | 23 | Pereyra  | 33' |      |
| V                | 16 | Álvarez  |     | 80a' |
| M                | 24 | Gómez    | 37' |      |
| A                | 25 | Cuevas   |     |      |
| A                | 11 | Cardetti |     | 80b' |
| A                | 9  | Rambert  |     | 55'  |
| Substituição:    |    |          |     |      |
| M                | 20 | Gancedo  | 81' | 55'  |
| LD               | 15 | Franco   |     | 80a' |
| A                | 18 | Castillo |     | 80b' |
| Treinador:       |    |          |     |      |
| Ramón Ángel Díaz |    |          |     |      |

### Jogo de volta
| 23 de setembro de 1999 | River Plate | 0 – 3     | Cruzeiro                                           | Monumental de Nuñez, Buenos Aires (Argentina)                                        |
|                        |             | Relatório | Geovanni 18' · Marcelo Ramos 82' (P) · Gustavo 92' | Público: 3,500 Árbitro: Ubaldo Aquino Auxiliares: Robert Troxler Ayala e Nelson Cano |

| River Plate | Cruzeiro |

| RIVER PLATE:     |    |          |                                   |      |
|                  |    |          |                                   |      |
| G                | 1  | Bonano   |                                   |      |
| LD               | 4  | Lombardi |                                   |      |
| Z                | 2  | Trotta   | Penalizado · Penalizado · Expulso |      |
| Z                | 14 | Acosta   |                                   |      |
| LE               | 19 | Ramos    |                                   |      |
| V                | 23 | Pereyra  |                                   | 63'  |
| V                | 16 | Álvarez  |                                   | 45b' |
| M                | 20 | Gancedo  | Penalizado · Penalizado · Expulso |      |
| M                | 8  | Escudero | 45'                               | 45a' |
| A                | 25 | Cuevas   |                                   |      |
| A                | 11 | Cardetti | 44'                               |      |
| Substituição:    |    |          |                                   |      |
| M                | 24 | Gómez    | 73'                               | 45a' |
| A                | 18 | Castillo |                                   | 45b' |
| Z                | 13 | Garcé    |                                   | 63'  |
| Treinador:       |    |          |                                   |      |
| Ramón Ángel Díaz |    |          |                                   |      |

| CRUZEIRO:     |    |                 |                                   |      |
|               |    |                 |                                   |      |
| G             | 1  | André           |                                   |      |
| LD            | 14 | Gustavo         |                                   |      |
| Z             | 3  | Marcelo Djian   |                                   |      |
| Z             | 23 | Cris            | Penalizado · Penalizado · Expulso |      |
| LE            | 6  | André Luiz      |                                   |      |
| V             | 15 | Marcos Paulo    |                                   |      |
| V             | 20 | Ricardinho      | 64'                               |      |
| M             | 19 | Donizete Amorim |                                   | 68a' |
| M             | 18 | Paulo Isidoro   |                                   |      |
| M             | 16 | Geovanni        | 24'                               | 75'  |
| A             | 11 | Alex Alves      |                                   | 68b' |
| Substituição: |    |                 |                                   |      |
| V             | 8  | Djair           |                                   | 68a' |
| Z             | 25 | Espínola        |                                   | 68b' |
| A             | 9  | Marcelo Ramos   |                                   | 75'  |
| Treinador:    |    |                 |                                   |      |
| Levir Culpi   |    |                 |                                   |      |

## Premiação
| Recopa Sul-Americana 1998    |
| ---------------------------- |
| CRUZEIRO Campeão (1º título) |